# Куцуфлјани
Куцуфлјани или Свети Павле (грч. Άγιος Παύλος, до грч. Κουτσούφλιανη) је насељено место у општини Негуш у периферији Средишња Македонија, Грчка. Према попису из 2021. године било је без становника.
Куцуфлјани су раније били словенско село, које је током Негушког устанка 1822. године разрушено. У селу су повремено боравиле аромунске сточарске породице. Обновљено је 1924. године када је насељено неколико грчких избегличких породица из Турске. На попису из 1928. године Куцуфлјани су имали 44 становника.